# Dokumentarno gradivo
Dokumentarno gradivo (do 1981 se imenuje registraturno gradivo) so vsi zapisi, ki so že nastali ali pa še nastajajo pri upravljanju v poslovnem ali privatnem življenju, torej v vsakem odnosu z družbenim okoljem, uradi, ustanovami ali posamezniki. Ima poslovni pomen in ne izključno umetniškega ali zabavnega.

## Razlika med dokumentarnim in arhivskim gradivom
Dokumentarno gradivo je vsako gradivo, ki še ni bilo odbrano s postopkom valorizacije in ki ni bilo zakonsko razglašeno za arhivsko gradivo.

## Valorizacija dokumentarnega gradiva
1. Negativna valorizacija: do leta 1981 je bilo celotno dokumentarno gradivo prenešeno v arhive, kjer so ga potem postopoma reducirali na arhivsko gradivo pomembno za zgodovino. Delo je bilo zamudno, delavci so bili preobremenjeni.
2. Pozitivna valorizacija: od leta 1981 je ustvarjalec sam valoriziral in odbral gradivo na podlagi določil arhiva, ki je določilo kaj bo hranilo kot arhivsko gradivo.